# اینک‌اسکیپ
اینک‌اِسکِیپ (به انگلیسی: Inkscape) ویرایشگر گرافیک برداری است که با قالب پروندهٔ اس‌وی‌جی‏ کار می‌کند. ویژگی‌های پشتیبانی‌شدهٔ اس‌وی‌جی در اینک‌اسکیپ عبارت‌اند از: شکل‌ها، مسیرها، متون، نشان‌گرها، هم‌شکلی، ترکیب آلفا، تبدیل، شیب، الگو و گروه‌بندی. اینک‌اسکیپ همچنین از فرادادههای کرییتیو کامنز، ویرایش منحنی‌ها، لایه‌ها، عملیات پیچیده با مسیرها، ترسیم بیت‌مپ، متن‌روی‌مسیر، متن درجریان، ویرایش مستقیم اکس‌ام‌ال و بسیاری از ویژگی‌های دیگر پشتیبانی می‌کند. این برنامه می‌تواند قالب‌هایی مانند PNG‏، JPEG‏، BMP‏ و غیره را وارد کرده و در بسیاری از قالب‌های برداری و نیز قالب پینگ خروجی بسازد.
می‌توان با اینک‌اسکیپ طرح‌های هندسی را برای گزارش‌ها و پروژه‌ها ساخت. از آن‌جا که اینک‌اسکیپ با تصاویر برداری کار می‌کند و نه تصاویر نقطه‌ای (که گیمپ بیشتر با آن کار می‌کند)، همیشه می‌توان بعداً تصاویر را دستکاری کرد و اندازهٔ فونت‌ها را عوض نمود. از آن مهم‌تر، تصاویر محدود نخواهد بود و می‌توانیم آن را بدون کم‌شدن کیفیت، هراندازه که بخواهیم بزرگ کنیم.